# Баста Рајмс
Тревор Џорџ Смит млађи (рођен 20. маја 1972), познат под именом Баста Рајмс, амерички је репер, певач, музичар, продуцент, сниматељ и глумац. Чак Д из Паблик Енемија му је дао надимак Баста Рајмс, по НФЛ и ЦФЛ широком пријемнику Џорџ "Бастер" Рајмс-у. Најпознатији је по свом необичном стилу и модном смислу који је приказан у неколико иновативних музичких спотова, као и његовој запетљаној техници римовања, реп са великом брзином, уз интензивно коришћење унутрашње риме и полу риме. За свој рад добио је 11 номинација за награду Греми.
About.com га је уврстио на листу 50 највећих МЦ-а нашег времена (1987–2007), док га је Стив Хуи из ОлМјузика назвао једним од најбољих и најплоднијих репера деведесетих година. Године 2012, The Source га је ставио на листу 50 најбољих текстописаца свих времена. MTВ га је назвао "једним од највећих ликовних уметника хип-хопа".
Баста Рајмс је био првобитни члан Лидери Нове школе. Касније је наставио и основао издавачку кућу Конгломерејт (у почетку Флипмоде Ентертејнмент) и продукцијску екипу Д Конгломерејт (бивши Флипмоде Сквад). У новембру 2011, Баста Рајмс је потписао уговор са Кеш мани рекордс. 23. јула 2014, Баста Рајмс је објавио да је оставио Кеш мани рекордс због креативних разлика и више није био у Републици.
Објавио је девет студијских албума, а први је платинасти албум Долазак из 1996. године. Његова листа хит синглова укључује "Ву Ха! Имам Вас Све у Чеку", „Ставите руке тамо где су моје очи могле да виде”, „Опасно”, "Појачај (Ремикc) / Запали", „Дајте ми нешто више”, " Шта ће бити? ", " Додај Courvoisier, 2 део ", „ Знам шта желите ”и„ Додирни ”.

## Детињство и младост
Баста Рајмс је рођен Тревор Џорџ Смит млађи у Бруклину, Њујорк, Њујорк 20. маја 1972. Џералдин Грин и Тревор Смит старији.Који су са Јамајкa.Са 12 година преселио се у Униондејл, Лонг Ајленд,а касније се преселио у Уједињено Краљевство, проводећи време у Ливерпул и Моркамби, Енглеска, пре повратка у Сједињене Државе. Рајмс је похађао Џорџ Вестингхаус средњу школу за каријеру и техничко образовање у Бруклину са будућим реперима као што су Ноториус Б.И.Г и Џеј З, као и похађајући средњу школу Самуела Ј. Тилдена са специјални Едом и Чип Фуом од Фу-Шинкенса. Рајмс је касније дипломирао u Средњa школa Униондејл на Лонг Ајленду 1990. године.

## Музичка каријера
1989–1995: Вође Нове школе и растућа популарност

##### Баста Рајмс 2002
Године 1989., Смит, заједно са колегама са Лонг Ајлендa, Чарли Брауном (рођен Брајан Хигинс), Динко Д (рођен Јејмс Јексон) и Кат Монитор Милом (рођен Шелдон Скот), основао је групу Хип Хоп групе Вође Нове школе. Велика групна пауза је била када су постали предгрупа за хип хоп групу Паблик Енеми. Чак Д Паблик Енеми-ја дао је Баста Рајмсу и Чарли Браун-у одговарајућа сценско име. Лидери Нове школе почели су снимали крајем 1989. и објавили свој деби албум Будућност без прошлости ... 1991. године на Електра Рекордс. Почетком 1992. године група се појавила на снимку „Сценарио” из Племе звано Квест. Године 1993. објавили су Т.И.М.Е. (Око унутрашњег ума). Смит је стекао популарност од својих напредних рима, као и његовог јединственог стила који није био уобичајен код многих њујоршких реп уметника у то време. Подигнут од стране два родитеља са Јамајке, Смит је прихватио своје наслеђе у својој музици и имиџу као уметник. Смит је био једини члан групе који је носио дредове и користио је Јамајчански сленг, или Јамајчански Патоис, у својим римама. Смитов јединствени стил додао је елемент групи која је омогућила брз успех. Убрзо након тога, унутрашњи проблеми су се појавили због све веће популарности Баста Рајмс-а, а група се распала на сету Јо! МТВ Репс.
До лета 1992., Рајмс је почео да гостује на песмама неколико уметника као што су Биг Деди Кејн, Још једна лоша креација, Ноториоус БИГ, Бранд Нубиан, А Трајб колед Квест, КРЦ-Оне, као и на интерлудијама са Мeри Ј Блајџ деби Шта је 411? и други Р&Б трио ТЛЦ други албум КрејзиСексиКул. Појавио се и на албумској јакни колеге хип-хоп групе А Трајб колед Квест Миднајт Мараудерс, са мноштвом других колега хип-хоп пионира. Почетком 1993. године појавио се у улози у филму Ко је човек? са својим колегама лидерима чланова нове школе. Исте године, појавио се у саставу ансамбла у режији Форест Витакера, Стрепд, који је ангажовао и репера и глумца Фредрoа и Боким Вудбајнa и глумио заједно са Ајс Кјубом и Омар Епсом у филму Џон Синглетона „Више учење”.
Средином 1994., Рајмс је наставио да гостује као што је сингл „О мој боже” са А Трајб колед Квест, удружио се са Паф Дедијем, ЛЛ Кул Џеј, Рампејџом и бившим колегом Ноториоус БИГ, на ремиксу за Крег Мекову песму „Укус у твом увету”, убрзо након тога се поново удружио са Ноториоус БИГом и са реперима као што су Боне Тхугс-н-Хармони и Кулио на пос кату, „Поени” који се појавио на листи песама филма Пантер 1995. године. У то време, Рајмс је учествовао у фристајл бици са Ол 'Дрти Бастард-ом, репујући првих неколико стихова свог будућег дебитантског сингла "Ву-Ха !!" Почетком 1995. Рајмс је радио и на необјављеном материјалу са уметницима као што су Наз и Мери Ј. Блајџ. Неке или ниједна од колаборација није била остварена, а Рајмс је почео да снима оно што ће бити његов дебитантски студијски албум крајем 1995. године.

##### 1995—1999: Долазак, у случају катастрофе, и изумирање на нивоу догађаја: Финал Ворлд Фронт
У лето 1995. године, Баста Рајмс је почео да ради на свом соло дебитантском албуму Долазак, а месец дана након што је снимање завршено, објавио га је у марту 1996. Месец дана пре него што је албум изашао, изашао је са хит синглом. Ву Ха! Касније је почео да ради на свом другом албуму, „Када катастрофа удари”, који неће бити објављен до септембра 1997. године. Он је продуцирао хит синглове „Ставите руке тамо где су моје очи могле да виде” и „Запали те га”.
Године 1998, Буста Рхимес је снимио Евент Ектинцтион Левел (Финални светски Фронт). Њен водећи сингл „Дај ми нешто више” - који је користио Бернард Херманову темa из Психоа, достигао је 6. место у британској љествици синглова у јануару 1999. године, са Џенет Џексон, стигао је до америчког и британског Топ 11. Албум је добио истакнуто обавештење да је најбрже реповање Баста Рајмса, посебно на песми "Дали они лудују са нама?", са гостовањем Мистикала.
Исте године, Флипмоде Скуад је издао свој групни албум, а одатле су наставили да сарађују.

##### 2000—2004: Анархија, Постанак и то није сигурно
Године 2000, Баста Рајмс је снимио свој последњи албум за Електру под називом Анархија. Након што је Баста потписао уговор за Џеј Рекордс, продукцијска кућа коју је тада покренуо тада недавно избачени шеф Арист Рекордс-а и оснивач Клив Дејвис, издао је колекцију највећих хитова Тотално Разаранје: најболје од Баста Рајмса, заједно са новим албумом оригиналног дела. Настављајући библијску тему својих претходних албума, он је назвао свој албум Џенесис. Албум је имао сарадњу са Мери Ј. Блајџ, П. Диди, Келис и другима. Џенесис покреће хит сингл са Келисом, „Шта је”, и његов соло сингл издат у новембру 2001, „Поломићу ти врат”. Последњи сингл је био летњи хит "Проследи Курвојсер, део 2", у којем су били Фарел и П. Диди. Упркос успеху ова два сингла, овај албум није продат као ни претходна издања. Чланови Флипмод-а били су представљени, али су уочене мање промјене у распореду.
Године 2002, Баста Рајмс је издао свој шести студијски албум Више није сигурно. Албум је био умерено успешан, са хит песмом са Марајa Кери и Флипмоде Сквад-ом под називом "Знам шта желите". Још један хит сингл је "Маке Ит Клап", са Сплиф Старом. Ремикс "Маке Ит Клап", представља Шон Пола. Након објављивања, Баста Рајмс је напустио Ј Рекордс. Године 2004, потписао је са америчким продуцентом и режисерима Др. Дре-овим Афтерматх Ентертаинмент, кроз Интерскоп Рекордс. Сходно томе, након промене издавачке куће, нови Флипмоде албум је отказан и одложен. Као додатна напомена, Баста је такође представљен као борбени играч у борби против игре Деф Јам:Борба ѕа NY.

##### 2005—2009: Велики прасак и повратак на мој Б.С.
Његов седми студијски албум, под називом Велики прасак, постао је први албум број 1 његове каријере. ЦД је продан у преко 209.000 примерака у првој недељи да би освојио прво место на америчком Билборд 200. Албум је такође постао његов најбољи албум у Великој Британији, достигавши врхунац на 19. месту. Неки од албума су претходно процурели на интернету, и као резултат тога, неколико песама је остало изван албума и додато је новим. Биг Банг је продукција др Дреа и Свиз Битса, као и насупи Рејквон и Наз. Албум је покренуо сингл "Додирни", са Келисом и Вил ај емом, "Њујорк Сити", са Свиз Битсом и "У гету". Баста Рајмс је такође имао отварање за Марају Кери, Авантуре Мими Турнеје. Такође, наступао је са Еминемом на "Додирни Ремикс Део 5" и такође је извео стих о поменутој репер-овој песми, "Ја ћу те повредити". 17. јула 2008. године, Баста је напустио Интерскоуп и Афтермет због креативног сукоба са шефом Интерскопа Џими Ајовином.
Године 2007, Баста Рајмс је издао песму са Линкин Парком, под називом "Успели смо". Такође је снимио оригиналну песму, "Где је мој новац", за фиктивну радио станицу у видеоигрици ГТА 4 2008. године. Касније је откривено да је Баста потписао уговор са Универсал Мотовном, где је 19. маја 2009. објавио свој осми студијски албум Бацк он Ми Б.С. Албум је дебитовао на петом месту Биллбоард 200, продајући 56.000 примерака, и био је његов први албум који није добио РИАА сертификат, продајући до сада 122.000 примерака. Албум је подржан од стране сингла "Арапски новац", у којем је Рон Брауз, "Хустлерова химна '09", са Т-Пејном и "Поштуј конгломерат". Песма "Свет иде у круг", са британском певачицом Естел, објављена је у Француској 6. априла 2009. године због тешке ротације пропуштене верзије. Сингл је објављен у Великој Британији 13. јула 2009. године. Баста Рајмс се појавио и на дебитантском албуму Асхер Ротх Аслееп ин тхе Бреад Аисле.
Због контроверзних садржаја, Уједињени Арапски Емирати (УАЕ) забранили су албум. Назад на моја срања. Објављен је на међународном нивоу, али због једне песме "Арапски Новац", не може се купити као ЦД, иако се албум још увијек може купити преко АјТјунса. Према Националном савету за медије, стихови су сматрани увредљивим за Арапе и за ислам, јер су цитирали Шахадaу.
У новембру 2008, када је "Арапски Новац" објављен као сингл, ДЈ Дани Невил и ирачки репер Нарцист су одговорили снимањем одговора. Рајмс се касније извинио. ДЈ-еви у земљи су рекли да нису примили наређење којим се забрањује да се песма пушта у ноћним клубовима, а они су имали различита осећања о томе да ли је тај запис увредљив или не. ДЈ Саиф из Дубаија је рекао: "Ја не пуштам" Арапски новац "зато што је то непоштовање према Арапима. Не мислим да постоји забрана пуштанја у клубовима, али многи овде ионако то не пуштају."
ДЈ Блис, заједно са многим другим ДЈ-има у УАЕ, одбио је да свира "Арапски новац" на Радио 1 у Дубаију након што је забрањен у УАЕ због увреде Арапима. Додао је: "Некада сам пуштао оригиналну верзију у клубу, али из поштовања према законима у мојој земљи, од тада га нисам пуштао." У 2010. продуцент филма Рон Бровз бранио је Баста Рајмса у интервју у Дубаију са новинаром Авад Мустафом у којем се наводи да је песма погрешно схваћена. "За нас је 'арапски новац' комплимент разумљив као што је 'Опра' или 'Тајгер Вудс новац' - то је само улични сленг, и ми смо ценили чудесна чуда која су створена овде", рекао је Бровз. Бровз је додао да је продуцирао нумеру у тренутку инспирације док је експериментисао у свом студију. "Одрастајући у Харлему, увек сам био окружен Арапима и Муслиманима, прихватили смо њихову културу и они су прихватили нашу и увек смо се шалили једни с другима", рекао је он.

##### 2010—данас: Кеш Мани Рекордс, Мисктејпови одступање од Кеш Мани Рекордс-а и Ниво истребљења Догађај 2
У септембру 2009, Баста Рајмс је објавио да ради на свом деветом студијском албуму, заједно са канадским продуцентом Бои-1да, под називом Кемо. Тада је изјавио да је пројекат завршен 80%. [ У мају 2010, Баста Рајмс је, како се извештава, променио наслов свог деветог албума из Кемо на Ниво истребљења ниво 2, чинећи свој девети по реду наставак његовог албума Догађај нивоа истребљења (Финални светски фронт) из 1998.
У интервјуу 6. августа 2010. на радиу "Светска завера", амерички хип-хоп продуцент ДиЏеј Премијер рекао је да је Баста Рајмс добио више од осам матрица које није желео користити, али се Премијер надао да ће његова следећа матрица бити одабрана за укључивање у албум. На ДЈ Премијеровом "Уживо из базе" радио емисији Премијер је потврдио да ће једна од његових матрица бити укључена у Е.Л.Е. 2. Године 2010., Баста Рајмс формирао је своју нову продукцијску кућу Конгломерат (са каснијим придошлицама као што су Н.О.Р., и Сплиф Стар). Такође је био на "Ајде (Ухватите ииих изненада)" од Тиестоа и Диплоа.
Године 2011, Рајмс је снимио „Гледај ме сад” са Крисом Брауном и Лил Вејном на Брауновом четвртом албуму, СЛАВА, песма је добила позитивне критике о Рајмс-овом гостујућем стиху на песми, и његова је највећа улазница на Билборд Хот 100, достигавши број 6, достижући број 1 на топ листи Хот Р & Б / Хип-Хоп, постаје његов први број 1 на том графикону. 7. септембра 2011. године, Рајмс је добио шест номинација за БЕТ Хип Хоп награде, одржане 11. октобра 2011. године.
Дана 1. маја 2011. године Рајмс се појавио на лансирној емисији за Велики Брат Африка 6: Појачано и извео неке од његових песама. Године 2011. Баста Рајмс је наступио на Скупљању Жигола. Баста Рајмс допринео је 2011 Тек Најновом албуму "Све шестице и седмице", изводећи вокале на синглу "Светски Чопери", објављеном 31. маја. Канадски сниматељ Џастин Бибер објавио је Басту Рајмса на песми под називом "Дечко бубњар" на Биберовом другом студијском албуму "Испод имеле", објављеном 1. новембра 2011. 11. новембра 2011. године, процурела је песма Хави Д-ју под насловом "Не мораш да чекаш док не одем ".
Дана 16. новембра 2011. објављено је да је Баста Рајмс потписао за Кеш Мани Рекордс. За дебитантски сингл на Кеш мани етикети и његовим Конгломерат продукција, он се поново ујединио са Крисом Брауном како би направио сингл "Зашто стати сада". Године 2012, Баста је сарађивао са Јоди Конор, на свом синглу "Одвести те тамо", али се није појавио у видео споту.
Песма са Твистом, под називом "Дали можеш да испратиш" је процурела. Баста Рајмс представљен је на синглу Фат Јое-а "Понос и забава" уз Канје Веста и Јејдакиса. Његов девети студијски албум, Година змаја, објављен је бесплатно на Гоогле Плаи-у 21. августа 2012. Албум садржи гостовања Лил Вејна, Рик Роса, Треј Сонгза, Робин Тика, Маина, Гучи Мејна и још много других. Издао је и музички спот за нумеру "Уради то поново" која приказује Непријатељ Рик и укључује почаст његовом менаџеру Крису Лигтију који је починио самоубиство 2012.
Касније је био представљен на ИМЦМБ мат албуму Шанеловог сингла "Последњи пут". Године 2011. објављено је да ће Универзал Мотовн престати да приморава Рајмс-а и друге уметнике да се преселе у Униерзал Републик Рекордс. Средином 2012. године објављено је да ће Униерзал Републик Рекордс такође пропасти, присиљавајући уметнике на списак да се преселе у Републик Рекордс, оживљавајући етикету.
Дана 21. децембра 2012. године, чланови Конгломерата, Баста заједно са Ј. Дое и Непријателј Рик издали су микстејп под називом "Катастрофални", њихов први колективни напор. Баста Рајмс је сарађивао са Фарел Вилијамсом, који је продуцирао први сингл са његовим дебитантским издањем Кеш Мани Рекордс, "Тверкуј Га", који је објављен 6. јуна 2013. Видео је снимљен у Флатбуш-у 3. јуна 2013. године. Ники Минаж. 23. јула 2014, Баста Рајмс је објавио да је оставио Кеш Мани Рекордс због креативних разлика и више није у Републици. 7. новембра 2013. објавио је песму "Хвала ти", у којој се налазе К-Тип, Канје Вест и Лил Вејн.
Он је био представљен на "Ђаво" са Неон Хичом и Б.о.Б-ом, песмом Кеш Кеш.У августу 2015. У јулу 2014. објављено је да је Рајмс пријатељски напустио Кеш Рекордс због креативних разлика.

У 2016. години, покрет за именовање малог, ненасељеног острва у Шрусберију у Масачусетсу, након што је Баста Рајмс добио вирални публицитет. Незванично име "Острво Баста Рајмс" изабрао је становник града зато што острво има "Конопце за љуљање, боровнице и ... ствари у којима би Баста уживао". Формални предлог је упућен америчком одбору за географска имена да званично промени име острва, али није прихваћен због прописа о именовању географских места и живих људи.

Баста Рајмс је такође био истакнути уметник на Хемилтон Микстејпу, певајући ремикс "Мој Пуцањ" заједно са Блек Тоутсом из Рутса и Џоул Ортизом. Трио је извео песму на Вечерашњем Шоу где глуми Јими Фалон. 16. децембра 2016. Баста Рајмс свој први сингл Ах са Свиз Бетз-ом Дана 25. августа 2017. Баста Рајмс је издао свој други сингл Девојка са Вибз Картел & Тори Лејнз 2. фебруара 2018. године, Рајмс је објавио нови сингл "Узми га" са Миси Елијот и Кели Руланд кроз Епик Рекордс. Године 2018. најављен је као истакнути уметник на албуму Азелије Бенкс Фантаси 2: Други талас на песми "Тејст Стејт".
У фебруару 2019, Буста Рхимес је потврдио да "завршава" свој нови албум са својим дугогодишњим сарадником, др. Дреом. 

## Лични живот
Рајмс је члан нација 5% 
Има четворо деце
Три сина, Т'Зиах (рођен 1993.), Т'Кхи (рођен 1999.), Трилиан (рођен 2001.)
Ћерку, Марају (рођена 1998.).

## Правни проблеми
Рајмс је ухапшен 20. августа 2006. и оптужен за напад трећег степена након што је напао човека који је наводно пљунуо на његов ауто у Њујорку 12. августа после Амстердам музичког фестивала на Рандаловом острву.
Дана 24. октобра 2006., Рајмс се појавио на кривичном суду у Менхетну јер је канцеларија окружног тужиоцa покушала измењати раније оптужбе против њега како би укључила поседовање оружја за мачету пронађену у његовом аутомобилу. Судија је одбио да дода оптужницу и одложио је случај.
Дана 20. фебруара 2007., Рајмс је одбио споразум о признању кривице који му је понудило тужилаштво за напад на његовог бившег возача, Едварда Хачета. Договор би подразумевао шест месеци затвора и признање кривице за два напада, напад на Хачета и напад на бившег навијача. Верује се да је спор са Хачетом настао због тога што је Хачет осјећао да му дугује новац. Судија кривичног суда у Менхетну Беки Ров понудио је Басти другу опцију, признајући кривицу за напад трећег степен. Услови предложене казне укључују пет дана друштввено корисни рад на слободи, две недеље предавања за младе и шест месеци часова за контролу беса, као и три године условна казна.
Рајмс је 3. маја 2007. ухапшен на Менхетну због вожње без дозволе и за вожњу док је био под дејством алкохола. Дана 18. марта 2008. године, судија у Њујорку је осудио Рајмса на три године условне казне, 10 дана рада у заједници, 1250 долара казне (плус судски трошкови), и да се упише у програм вожње у пијаном стању.
Дана 25. септембра 2008., Рајмс је привремено одбијен за улазак у Уједињено Краљевство због "нерешених пресуда".
Дана 14. октобра 2009. године, судија у Бруклину наредио је Рајмсу да плати концерту 75.000 долара као накнаду за напад који се догодио 2003. године.

## Хомофобија
У документарном филму Бајрон Хурт из 2006. године, Хип-Хоп:Изнад матрица и рима, Рајмс је замишљен како напушта интервју након што је упитан да ли ће се Хип-хоп заједница прилагодити прихватању хомофобних уметника.

## Дискографија
Студијски албуми
- The Coming (1996)
- When Disaster Strikes... (1997)
- E.L.E. (Extinction Level Event): The Final World Front (1998)
- Anarchy (2000)
- Genesis (2001)
- It Ain't Safe No More... (2002)
- The Big Bang (2006)
- Back on My B.S. (2009)
- Year of the Dragon (2012)
- Extinction Level Event 2: The Wrath of God (2020)

## Албуми и колаборације
- Будућност без прошлости са вођама нове школе (1991)
- ВРЕМЕ. са лидерима нове школе (1993)
- Империјал са флипмод саставом (1998)

## Филмографија
- Ко је човек? (1993) Џаван
- Везан (1993) Бастер
- Више схаватње (1995)
- Филм Рагрец (1998) - Рептар Вагон (глас)
- Шафт (2000) - Расан
- Бекстејџ (2000)
- Налажење Форестера (2000) - Терел Волес
- Свемирски дух од обале до обале (2001) - Он
- Нарц (2002) - Дарнел 'Биг Д Љубав' Бери
- Ноћ Вештица: Оживљавање (2002) - Фреди Херис
- Фул Клип (2004)]] - Папа
- Бундокс (2006) - Флономинал (глас)
- Тачка пуцања (2009) - Ал Бовен
- Неопроштени (2011) - Лик Вилсон
- Клубски живот (2015) - Сем
- Мајстор ничега (2015) - Баста Рајмес - Еп. "Индијанци на ТВ-у"
- Свеж са брода (2016) - Баста Рхајмс | Епизода: Ћао, Моје име је ... [60][61]
- Краљ Данкала (2016) - Алестар
- Велик град Гринс (2018) - мудра риба (глас)
- Голи пиштољ (2025)

## Видео игрице
Деф Џем борба за Њујорк (2004) као Меџик
Деф Џем борба за Њујорк:Опсада (2006) као он као Меџик 

## Награде и номинације
Листа награда и номинација које је примио Баста Рајмс

## Напомена и референце
1. ↑  „Busta Rhymes must be released, orders judge”. Telegraph.co.uk. Telegraph Media Group Limited. Приступљено 23. 3. 2016.
2. ↑  Gonzalez, Victor. „Rick Ross, Pitbull, and Other Rappers' Paternity Suits”. Miami New Times. Приступљено 23. 3. 2016.
3. ↑  „Buzz Briefs: Emilio Navaira, David Blaine”. Cbsnews.com. CBS Interactive, Inc. Приступљено 23. 3. 2016.
4. ↑  „Busta Rhymes Refused Entry Into Britain”. Accesshollywood.com. NBCUniversal, Inc. Приступљено 23. 3. 2016.
5. ↑  „Top 50 MCs of Our Time: 1987 – 2007 – 50 Greatest Emcees of Our Time”. Rap.about.com. 26. 1. 2012. Архивирано из оригинала 09. 03. 2012. г. Приступљено 30. 3. 2012.
6. ↑  Huey, Steve (20. 6. 2000). „Anarchy – Busta Rhymes”. AllMusic. Приступљено 30. 3. 2012.
7. ↑  „"The Source's Top 50 Lyricists Of All Time **Complete List Inside**"”. Thisis50.com. Архивирано из оригинала 16. 9. 2017. г. Приступљено 5. 10. 2017.
8. ↑  „Busta Rhymes’ ‘Put Your Hands Where My Eyes Could See’ Inspired By Diddy, Q-Tip”. Rapfix.mtv.com. 28. 8. 2012. Архивирано из оригинала 01. 09. 2012. г. Приступљено 24. 12. 2012.
9. ↑  „Busta Rhymes Reunites On Stage With Leaders Of The New School”. HipHopDX.com (на језику: енглески). Приступљено 11. 9. 2017.
10. ↑  „Instagram post by Busta Rhymes • June 18, 2017 at 10:00pm UTC”. Instagram.com. Приступљено 5. 10. 2017.
11. ↑  Bush, John (20. 5. 1972). „Busta Rhymes | Biography”. AllMusic. Приступљено 25. 4. 2014.
12. ↑  Group, Vibe Media (1. 8. 2000). „Vibe”. Vibe Media Group. Приступљено 5. 10. 2017 — преко Google Books.[мртва веза]
13. ↑  „Busta Rhymes Biography”. Sing365.com. 6. 12. 2007. Архивирано из оригинала 4. 1. 2013. г. Приступљено 24. 12. 2012.
14. ↑  „Busta Rhymes”. AMW. Приступљено 26. 11. 2015.
15. ↑  Allmusic Biography
16. ↑  Young, Kevin. Unwrapping the Message. Bookforum. Accessed November 16, 2010.
17. ↑  Mlynar, Phillip. „The Five Best Moments On Yo! MTV Raps”. Villagevoice.com. Village Voice, LLC. Архивирано из оригинала 07. 04. 2016. г. Приступљено 24. 3. 2016.
18. ↑  Markman, Rob. „BUSTA RHYMES RECALLS LONS’ ‘YO! MTV RAPS’ BREAKUP”. Mtv.com. Viacom International Inc. Архивирано из оригинала 17. 03. 2016. г. Приступљено 24. 3. 2016.
19. ↑  Bush, John (20. 5. 1972). „allmusic Biography”. AllMusic. Приступљено 6. 9. 2010.
20. ↑  „The Big Bang - Busta Rhymes - Songs, Reviews, Credits - AllMusic”. AllMusic. Приступљено 5. 10. 2017.
21. ↑  „Exclusive: Busta Rhymes Signs with Universal Motown”. Rap-up.com. Приступљено 5. 10. 2017.
22. 1 2  „Busta Rhymes album banned over track that quotes Quran – The National Newspaper”. Thenational.ae. 28. 5. 2009. Архивирано из оригинала 30. 8. 2010. г. Приступљено 6. 9. 2010.
23. ↑  „Rapper says Arab Money track was as a 'compliment'”. The National (на језику: енглески). Приступљено 19. 1. 2018.
24. ↑  „Rapper says Arab Money track was as a 'compliment'”. Thenational.ae. Приступљено 5. 10. 2017.
25. ↑  Mustafa, Awad. „Rapper says Arab Money track was as a 'compliment'”. The National. Приступљено 15. 7. 2018.
26. ↑  „Busta Rhymes Brings Chemo To Hip Hop | Busta Rhymes”. Rap Basement. 2. 9. 2009. Архивирано из оригинала 13. 07. 2010. г. Приступљено 6. 9. 2010.
27. ↑  „Busta Rhymes Changes Title Of New Album | Busta Rhymes”. Rap Basement. 10. 5. 2010. Приступљено 6. 9. 2010.
28. ↑  „DJ Premier talks of Busta Rhymes on Conspiracy Worldwide Radio August 6, 2010”. Conspiracyworldwide.podomatic.com. 7. 8. 2010. Архивирано из оригинала 15. 07. 2011. г. Приступљено 6. 9. 2010.
29. ↑  „Video: 2011 Gathering Of The Juggalos Infomercial”. Ilpvideo.com. 18. 6. 2011. Архивирано из оригинала 7. 1. 2012. г. Приступљено 30. 10. 2011.
30. ↑  „"Worldwide Choppers" single on iTunes”. Itunes.apple.com. Приступљено 12. 4. 2012.
31. ↑  „Justin Bieber Unwraps ‘Mistletoe’ Tracklisting with Mariah Carey, Usher, & Busta Rhymes”. Rap-Up.com. Приступљено 30. 10. 2011.
32. ↑  „You Ain't Gotta Wait Til I'm Gone (Heavy D Tribute)”. HipHopDX.com. 11. 11. 2011. Архивирано из оригинала 18. 3. 2015. г. Приступљено 11. 11. 2011.
33. ↑  „Behind the Video: Fat Joe f/ Kanye West, Jadakiss, Miguel, & Busta Rhymes – ‘Pride N Joy’”. Rap-Up.com. Приступљено 24. 12. 2012.
34. ↑  „Video: Busta Rhymes f/ Reek Da Villian & Chanel Nicole – ‘Doin It Again’”. Rap-Up.com. Приступљено 24. 12. 2012.
35. ↑  „New Music: Shanell f/ Busta Rhymes – ‘Last Time’”. Rap-Up.com. 31. 10. 2012. Приступљено 24. 12. 2012.
36. ↑  „Busta R”. Архивирано из оригинала 30. 10. 2012. г. Приступљено 24. 11. 2012.
37. ↑  Cooper, Roman (16. 12. 2012). „Busta Rhymes & The Conglomerate "Catastrophic" Mixtape Download & Stream | Get The Latest Hip Hop News, Rap News & Hip Hop Album Sales”. HipHopDX.com. Архивирано из оригинала 18. 3. 2015. г. Приступљено 24. 12. 2012.
38. ↑  „Busta Rhymes Left Cash Money With No Hard Feelings, After Talking With Birdman”. Mtv.com. Архивирано из оригинала 16. 09. 2017. г. Приступљено 5. 10. 2017.
39. ↑  „Premiere: Listen to Cash Cash's "Devil" f/ Busta Rhymes, B.o.B, and Neon Hitch”. Complex.com. Приступљено 5. 10. 2017.
40. ↑  „Busta Rhymes Left Cash Money With No Hard Feelings, After Talking With Birdman - MTV”. Архивирано из оригинала 16. 09. 2017. г. Приступљено 16. 05. 2019.
41. ↑  Grundhauser, Eric. „Busta Rhymes Island”. Atlasobscura.com. Приступљено 8. 8. 2016.
42. ↑  „One Man Is An Island - 99% Invisible”. 99percentinvisible.org. Приступљено 5. 10. 2017.
43. ↑  „Listen to "My Shot" Feat. Busta Rhymes and Joell Ortiz from Lin-Manuel Miranda’s Hamilton Mixtape | Pitchfork”. Pitchfork.com. Приступљено 2. 2. 2017.
44. ↑  Kelley, Seth (6. 12. 2016). „Busta Rhymes, the Roots and Joell Ortiz Perform ‘My Shot’ From the ‘Hamilton Mixtape’ on Jimmy Fallon (Watch)”. Variety (на језику: енглески). Приступљено 2. 2. 2017.
45. 1 2  Busta Rhymes & Bearded Dr. Dre Finishing Up Long Delayed Album | HipHopDX
46. ↑  Busta Rhymes on 5 Percenters & Nation of Islam - YouTube
47. ↑  Hollywood.TV. „Busta Rhymes is a Muslim and talks about Islam”. YouTube.
48. ↑  Williams, Steven. „Busta Rhymes' 'Ego Hurt' By Ex-Girlfriend Becoming A Lesbian”. Contactmusic.com. Приступљено 19. 3. 2015.
49. ↑  „Busta Rhymes Gets Results Of Paternity Test”. MTV News. Архивирано из оригинала 01. 04. 2015. г. Приступљено 19. 3. 2015.
50. ↑  „Daddy Dearest: Paternity Scandals in Music”. BET. Приступљено 19. 3. 2015.
51. ↑  P-I staff, news services (21. 8. 2006). „People in the News: Busta Rhymes busted”. Seattle Post-Intelligencer. Hearst Corporation. Приступљено 11. 5. 2007.
52. ↑  Hartocollis, Anemona (25. 10. 2006). „Rappers Come and Go, Serving Justice and Their Fans”. The New York Times. Приступљено 27. 4. 2010.
53. 1 2  „Rapper Busta Rhymes considers judge’s plea offer”. Boston Herald. 20. 2. 2007.[мртва веза]
54. ↑  „Rapper Busta Rhymes considers plea deal for misdemeanor assault with no jail time”. Court TV. 21. 2. 2007. Архивирано из оригинала 19. 5. 2008. г.
55. ↑  Gregorian, Dareh (21. 2. 2007). „Rhymes Could 'Beat' The Rap”. The New York Post. Архивирано из оригинала 30. 5. 2009. г.
56. ↑  „Woo Hah! Judge's Got Busta All in Check!”. Tmz.com. Приступљено 5. 10. 2017.
57. ↑  „Rapper Rhymes detained at airport”. BBC. 25. 9. 2008. Приступљено 25. 9. 2008.
58. ↑  Demarche, Edmund; Sanderson, Bill (4. 12. 2009). „Busta fined 75G for fan assault”. New York Post.
59. ↑  Richards, Chris (20. 2. 2007). „A Hip-Hop Fan Hunts the Reason behind the Rhyme”. Washingtonpost.com.
60. ↑  „Busta Rhymes Makes An Appearance On "Master Of None" And It's Perfect”. Buzzfeed.com. Приступљено 5. 10. 2017.
61. ↑  Shetty, Sharan (11. 11. 2015). „Charge It to the Race Card”. Slate.com. Приступљено 5. 10. 2017 — преко Slate.
62. ↑  „Def Jam: Fight for NY IMDB Page”. IMDB. Приступљено 23. 2. 2017.
63. ↑  „Def Jam: Fight for NY: The Takeover”. Giant Bomb. Приступљено 23. 2. 2017.